# Androcorys
Androcorys là một chi thực vật có hoa trong họ Orchidaceae.